# Joseph François Simon
Joseph François Simon est un homme politique français né à Guémené-Penfao (Loire-Inférieure) le 4 février 1801 et mort à Saint-Nicolas-de-Redon le 17 décembre 1870.

## Biographie
Joseph François Simon est le fils de François Simon, maire de Guémené-Penfao, et de Jeanne Julienne Orain. Marié avec Céline Dréo, fille d'un négociant, il est le père d'Amaury Simon et l'oncle de Fidèle Simon, députés de la Loire-Inférieure.
Marchand de bois de construction, il est maire de Guémené-Penfao (1832-1837) puis de Saint-Nicolas-de-Redon (1840-1870), ainsi que conseiller général de la Loire-Inférieure (1848-1877). Il est député de la Loire-Inférieure de 1857 à 1870, soutenant le régime.

## Sources
- « Joseph François Simon », dans Adolphe Robert et Gaston Cougny, Dictionnaire des parlementaires français, Edgar Bourloton, 1889-1891 [détail de l’édition]